# Nanotrådssolceller
Nanotrådssolceller är en ny sorts solcell uppbyggd av nanotrådar. Projektet med nanotrådssolceller som just nu är i utvecklingsstadiet har startats av forskare vid Lunds Tekniska högskola. I Trondheim, Norge, på Norges teknisk-naturvetenskapliga universitet försöker man vidareutveckla detta projekt . Även i Danmark, på Köpenhamns universitet och i verksamheten Gasp Solar, håller man på att utveckla nanotrådssolceller för allmänheten.

## Uppbyggnad
Trots sin tjocklek på endast 100 nanometer är nanotrådarna i solcellen uppbyggda av flera halvledare som kan absorbera olika delar av solens spektrum .

## Verkningsgrad
2014 har laboranter lyckats få en verkningsgrad på nästan 14 % på nanotrådssolcellerna. Detta är en högre verkningsgrad än vad dagens solceller har. Att verkningsgraden på nanotrådssolcellerna är högre än på dagens solceller beror på att deras små dimensioner kan skapa samma materialkombinationer som finns i dagens solceller, men med mindre material.